# Міхалово-Велике
Міхалово-Велике (пол. Michałowo Wielkie) — село в Польщі, у гміні Чижев Високомазовецького повіту Підляського воєводства.
Населення — 43 особи (2011).
У 1975-1998 роках село належало до Ломжинського воєводства.

## Демографія
Демографічна структура станом на 31 березня 2011 року:
|          | Загалом | Допрацездатний вік | Працездатний вік | Постпрацездатний вік |
| -------- | ------- | ------------------ | ---------------- | -------------------- |
| Чоловіки | 23      | 7                  | 11               | 5                    |
| Жінки    | 20      | 4                  | 11               | 5                    |
| Разом    | 43      | 11                 | 22               | 10                   |